# Green City
Green City – miasto w Stanach Zjednoczonych, w stanie Missouri, w hrabstwie Sullivan.